# اتین کومار
اِتیِن کُمار (فرانسوی: Étienne Comar‎؛ زادهٔ ۲۵ ژانویهٔ ۱۹۶۵) یک تهیه‌کننده، فیلم‌نامه‌نویس و کارگردان فیلم اهل فرانسه است. وی از سال ۱۹۹۰ میلادی تاکنون مشغول فعالیت بوده‌است. از آثار او می‌توان به جنگو (۲۰۱۷) اشاره کرد که فیلم افتتاحیه شصت و هفتمین جشنواره بین‌المللی فیلم برلین بوده است.
از دیگر آثار مشهور او (به‌عنوان تهیه‌کننده) می‌توان به از خدایان و انسان‌ها (۲۰۱۰) و تیمبوکتو (۲۰۱۴) اشاره کرد.